# Augustin Volochyne
Augustin Volochyne (en ukrainien : Августин Іванович Волошин, en français Avgustin Ivanovitch Volochine, tchèque : Augustin Vološin) est une personnalité politique ukrainienne, austro-hongroise et tchécoslovaque née le 17 mars 1874 et morte le 19 juillet 1945 à Moscou.

## Biographie
Né en Autriche-Hongrie à Keletchine dans le royaume de Hongrie, actuellement dans l'oblast de Transcarpatie, il est fils d'un prêtre uniate ruthène et a trois sœurs Olga, Elena et Eleonora. De 1884 à 1892, il étudie au gymnasium d'Oujgorod. Il fait pendant un an des études de théologie à l'université de Budapest qu'il doit interrompre à cause de problèmes de santé; mais il est ordonné prêtre de l'Église grecque-catholique ukrainienne dès 1897 à Oujgorod. Il fait très tôt partie de cercles ukrainophiles et collabore avec Augustin Stéfán, Hiador Sztripszky ou l'historien Anton Hodinka. Il étudie ensuite à l'école supérieure pédagogique de Budapest dont il est diplômé en 1900, comme professeur de mathématiques et de physique pour l'enseignement secondaire. Il enseigne ces matières de 1900 à 1917 et de 1917 à 1938 il est directeur du séminaire d'Oujgorod. Il est l'auteur de plusieurs manuels. Entre 1903 et 1918, il puble des articles dans le seul journal de langue ukrainienne du royaume de Hongrie, Naouka (La Science, publié à Oujgorod). La région fait partie de la nouvelle Tchécoslovaquie dès 1919.

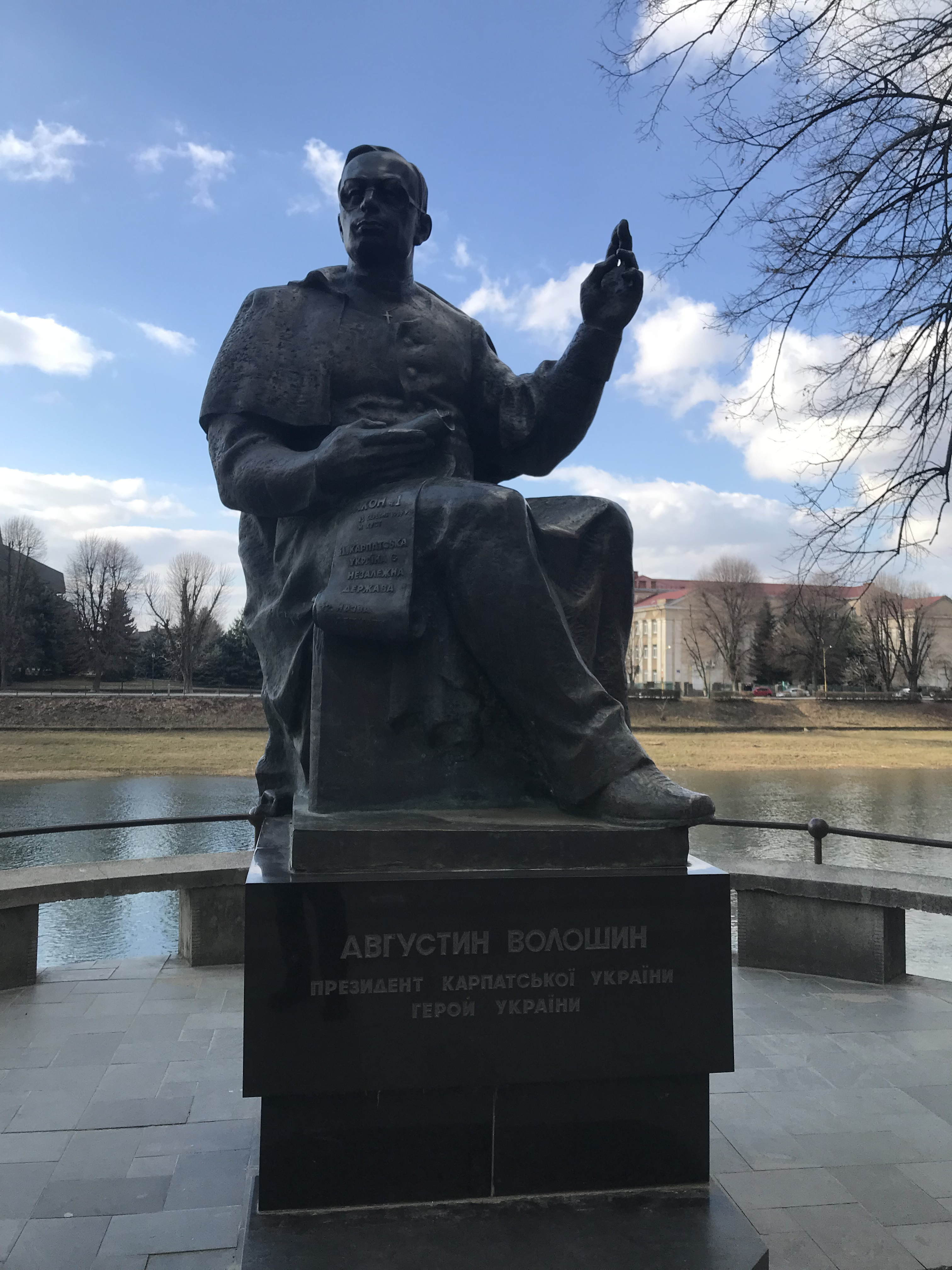
Sa statue à Oujgorod.

Dès 1922, il écrit des articles pour Blagovest. De 1923 à 1939, il dirige le parti populaire chrétien et est élu député de ce parti au parlement de Prague entre 1925 et 1929. En 1930, lorsque Fiodor Tatsinets, compatriote de Volochine et élève du séminaire où il était directeur, a tenté en vain d'assassiner le chef des russophiles de Transcarpathie, Yevmeny Sabov, Volochine a été publiquement accusé de dissimuler et d'aider les nationalistes, mais grâce à son autorité dans les milieux catholiques, il n'y a pas eu de conséquences. En 1933, il est nommé prélat de Sa Sainteté pour le diocèse (éparchie) de Moukatchevo de l'Église grecque-catholique uniate. Le  26 octobre 1938, il est nommé par Emil Hácha président de l'Ukraine carpathique alors qu'il représentait la région de Transcarpatie au parlement de Prague. Il est déclaré fin 1938 président d'honneur de l'Union nationale ukrainienne d'inspiration profasciste. Après l'effondrement de la Tchécoslovaquie à la suite de l'agression allemande, le 15 mars 1939, Volochine déclare à Khoust l'Ukraine des Carpathes comme État indépendant, devenant son premier et unique président et approuvant une constitution avec des symboles nationaux lors d'une réunion du Sejm. L'armée hongroise, alliée  de l'Allemagne hitlérienne, entre alors en Transcarpathie et elle ne reste que quelques heures autonome avant d'être annexée par le Royaume de Hongrie de l'amiral Horthy (avec la permission de Hitler), le 23 mars 1939, et devient la Région autonome subcarpathique. Volochine se tourne vers l'Allemagne hitlérienne pour obtenir de l'aide, proclamant la Slovaquie « souveraine » favorable à Berlin, mais les Allemands ignorent les demandes du chef de l'éphémère Ukraine carpathique.
Après des tentatives infructueuses de joindre l'Ukraine des Carpathes à la Hongrie ou à la Roumanie sous forme d'autonomie, Volochine s'enfuit à travers la Roumanie vers la Yougoslavie, de là, il s'installe sur le territoire occupé par les Allemands, passant la Seconde Guerre mondiale à Prague, dans le protectorat de Bohême-Moravie du Troisième Reich, enseignant de l'Université libre d'Ukraine. Les contacts de Volochine avec des dirigeants de l'Allemagne hitlérienne sont connus. Capturé par le NKVD, il meurt d'une attaque cardiaque en la prison de Boutyrka de Moscou.

## Famille
Il épouse Irina Petrik, fille d'un enseignant du gymnasium d'Oujgorod; mais le couple n'a pas d'enfants. Le couple fonde donc un orphelinat familial pour vingt-deux enfants dans une grande maison à deux étages, achetée à cet effet par Volochine.